# Загорка Беровић
Загорка Беровић (Вина, код Књажевца, 5. јун 1900 — Београд, 25. септембар 1988) био је лекар, специјалиста интерне медицине, реуматолог и примаријус.

## Биографија
Рођена је 5. јуна 1900. године у селу Вина, код Књажевца. Медицински факултет је завршила у Загребу, а специјализацију интерне медицине у Београду.
Прва знања из реуматологије стекла је у Енглеској. На њену иницијативу изграђен је Трећи дом здравља у Београду у коме је била отворена реуматолошка амбуланта, а затим и Завод, који је касније прерастао у Институт за реуматологију. Од оснивања Института 1. априла 1965. па до одласка у пензију 1977. године Загорка је била директорка института.
Институт је опремила и организовала по узору на сличне институције у свету и увела модерну реуматологију у Србији. На њену иницијативу у Институту је створен високо стручни кадар, који је своја знања из реуматологије стицао у земљи и иностранству. Загорка је сарађивала са свим реуматолошким центрима у Југославији и са многим у свету у Енглеској, Француској, Совјетском Савезу, Румунији, Бугарској, Чехословачкој, САД, Мађарској и др.
Дуги низ година је била председник Реуматолошке секције Српског лекарског друштва, од 1961. до 1980. и председник Удружења реуматолога Југославије, од 1964. до 1980. године. Након тога је била њихов доживотни почасни председник, као и председник Републичке стручне комисије за реуматску грозницу и реуматизам, од 1974. до 1977. године. Била је иницијатор бројних научних и стручних састанака у Србији и Југославији.
Била је члан Српског лекарског друштва, члан Удружења реуматолога Југославије и Европског реуматолошког удружења за борбу против реуматизма (ЕУЛАР), почасни члан Америчког, Француског и Чехословачког реуматолошког удружења и члан Управних одбора ЕУЛАР-а и Интернационалног удружења за борбу против реуматизма (ИЛАР).
Умрла је 25. септембра 1988. године у Београду и сахрањена је у Алеји заслужних грађана на Новом гробљу.
Одликована је Оредном рада са црвеном заставом, 1966. и Орденом заслуга за народ са златном звездом, 1973. године, а добитница је и Октобарске награде града Београда, 1967. године. Од стручних призања добила је — Златну плакету Српског лекарског друштва, 1972. године; диплому Савеза лекарских друштава Југославије, златну плакету Дома здравља „Борис Кидрич” и Реуматолошког института, 1975. године; Златну плакету Дванаестог интернационалног конгреса реуматолога у Прагу, 1969. године и др.